# Flash (альбом Джеффа Бека)
Flash — студийный альбом британского гитариста Джеффа Бека, выпущенный в 1985 году на лейбле Epic Records. Джефф получил первую в карьере премию «Грэмми» в номинации «Лучшее инструментальное рок-исполнение» за композицию Яна Хаммера «Escape». Самым большим радиохитом альбома стала кавер-версия Кертиса Мэйфилда и неофициального гимна Движения за гражданские права чернокожих в США 1965 года «People Get Ready» группы The Impressions. Также в альбоме произошло воссоединение с бывшим участником The Jeff Beck Group Родом Стюартом в качестве вокалиста, а сама песня достигла 5-го места в чарте Billboard Mainstream Rock.

## История создания
Пятый студийный альбом Джеффа Бека Flash вышел в 1985 году поле пятилетней паузы, последовавшей за выходом предыдущего альбома музыканта There and Back. Музыкант в то время открыто признал, что его альбом Flash был записан в ответ на просьбы звукозаписывающей компании о «чем-то, что мы можем продать». Найла Роджерса, звезду группы Chic, пригласили как человека с коммерческим вкусом, чтобы помочь с написанием песен и продюсированием, а Бека даже убедили спеть в нескольких треках.
Найл Роджерс был тогда одним из самых популярных продюсеров, работавшим с Дайаной Росс, Дэвидом Боуи и Мадонной. Бек мог выпустить сольный альбом гораздо раньше, если бы не плотный график Роджерса, которому пришлось работать над альбомом Мадонны Like a Virgin (1984), среди прочих проектов. Запись альбома Flash заняла год, но большую часть этого времени Бек потратил на ожидание Роджерса. Тем временем Джефф был занят другими проектами, записываясь с Honeydrippers, Миком Джаггером и Дайаной Росс. Известный как смелый и экспериментальный музыкант, Бек поручил Роджерсу задачу написания танцевальных рок-хитов, которые могли бы стать мейнстримом. Роджерс прокомментировал: «Когда я работал с Джеффом [Беком] и Родом [Стюартом] над альбомом Flash, моим тайным желанием было попытаться заставить вас, ребята, реформировать The Jeff Beck Group».
Во время записи альбома Бек использовал новую для себя гитару — розовый Jackson Soloist, который Джеффу подарил Гровер Джексон на благотворительном концерте  ARMS в Мэдисон-сквер-гарден в 1983 году. Впоследствии Тина Тёрнер написала на гитаре свое имя, после того, как гитарист помог ей в записи альбома Private Dancer (1984). Также в этот период Джефф решил полностью отказаться от медиатора, перейдя от гибридной игры к чисто фингерстайл — игра пальцами на струнах буквально делала его единым целым со своим инструментом, без каких-либо преград между ними. Как он сказал в то время: «Если вы используете медиатор, у вас есть несколько пальцев, которые просто лишние, они ничего не делают, но с пятью пальцами вы можете делать всё, что угодно».
Альбом Flash представляет собой вокально-ориентированный сет, содержащий всего две инструментальные композиции из девяти треков — и воссоединение с Родом Стюартом в «People Get Ready» группы The Impressions в качестве главного хита. Другие соавторы включают друзей, как старых (Кармайн Аппис, Ян Хаммер, Тони Хаймас), так и новых (басист Living Colour Дуг Уимбиш, вокалист Wet Willie Джимми Холл). Во время производства Flash Роджерс отправился в турне с Родом Стюартом, и Артуру Бейкеру пришлось взял на себя обязанности продюсера.

## Об альбоме
Альбом имел рабочее название Get Workin' (по названию одной из песен), однако перед выпуском был назван Flash . Диск стал знаменательным моментом для Джеффа Бека, поскольку он объединил его инструментальный стиль фьюжн с хард-роком с оттенком AOR. По мнению журнала Rolling Stone, альбом включает в себя гораздо более поп-ориентированное звучание с синтезаторами, дополняющими его рок-музыку, что придает ей фанк-металлический оттенок. Сам Бек поёт две песни на Flash, и хотя его голос не того же класса, что у Рода Стюарта или Джимми Холла, он звучит довольно умело, благодаря тщательному наложению бэк-вокала, который Роджерс обеспечивает в качестве поддержки.
Открывающий альбом трек «Ambitious», который написал Найл Роджерс, позволил гитаристу выйти на более коммерческую музыкальную территорию. На песню было снято промо-видео для показа на MTV, где в одной из ролей снялся идол подростков 1970-х Донни Осмонд, который вскоре возобновил свою карьеру в 1988 году с хитом «Soldier of Love». Видео даёт возможность приглашённым знаменитостям, среди которых Эбби Далтон, Эрве Вильшез, Чич Марин, Эл Купер и другие, спеть поверх настоящего певца на «Ambitious», которым был Джимми Холл, бывший вокалист Wet Willie. Следующую песню «Get’s Us All In the End» электронное издание Blues Rock Review называет «убойной мелодией с потрясающим гитарным соло».
Инструментальная композиция «Escape», написанная давним другом и соавтором Джеффа клавишником Яном Хаммером, принесла Беку его первую премию «Грэмми» в номинации за «Лучшее инструментальное рок-исполнение».
Поучаствовав в записи альбома Рода Стюарта Camouflage 1984 года, Бек попросил его об ответной любезности — спеть в своём альбоме Flash. Для сотрудничества со Стюартом Бек выбрал госпел-балладу «People Get Ready» — хит группы The Impressions в 1965 году. «Я сделал её как инструментальную версию, и Род Стюарт услышал песню и она ему понравилась. Он предложил записать её как вокальный номер». Тем не менее, «People Get Ready» стала непростым решением для Стюарта и Бека. «Я был рад, что сделал [это]», — позже вспоминал Бек. «Потому что люди могли видеть, что мы не ненавидим друг друга. Что всё было хорошо».
Журнал Guitar Player пишет, что Бек смог передать каждый нюанс вокала Мэйфилда еще до того, как Стюарт успел спеть ноту. Но когда Стюарт вступает в песню, «он демонстрирует одно из самых сильных выступлений в своем репертуаре, а смена тональности на полтона ближе к концу запечатлевает действительно воодушевляющую мелодию». Стюарт сказал журналу Rolling Stone, что его голос и гитара Бека были «парой, заключенной на небесах», что заметно на этом кавере, который завершил их последнее студийное сотрудничество. По общему признанию критиков, эта песня является одной из лучших коллабораций в карьере Джеффа.
Другим ярким моментом альбома стал ещё один инструментальный трек — завершающая оригинальную пластинку композиция «You Know, We Know», написанная клавишником Тони Хаймасом. Сам музыкант считает этот номер неплохим, однако по словам Тони ему не удалось полностью завершить его, поскольку «всё это было вырвано из моих рук», и продюсер Найл Роджерс «наложил на него нелепый барабанный бит».

## Релиз и критика
Альбом Flash был издан в 1985 году лейблом Epic Records и поднялся до 83-й позиции в UK Albums Chart, до 20-го места в чарте Billboard Mainstream Rock и до 39-й — в основном чарте Billboard 200.  Два сингла из альбома попали в чарты: первый — кавер Кёртиса Мэйфилда «People Get Ready», второй — «Gets Us All in the End». Несмотря на коммерческий успех, сам Джефф Бек весьма критически оценивает альбом Flash и свой опыт работы с Найлом Роджерсом.

На самом деле, это был провал звукозаписывающей компании. Они были чересчур восторженными и слишком самоуверенными и слишком полагались на Найла Роджерса. И он, скажем так, принимал какие-то расслабляющие наркотики, понимаете? Как, чёрт возьми, я мог вписаться в это? Ирония в том, что единственные два трека, которые сработали, были двумя треками, к которым он не имел никакого отношения, «Escape» и «People Get Ready»! «Ambitious» звучит довольно хорошо. Flash затерялся в каком-то измерении, 80-е сходили с ума — никто не знал, что, чёрт возьми, происходит в бизнесе
Оригинальный текст (англ.)That was a record company goof, really. They were a bit over-enthusiastic and a bit too sure of themselves - the Nile Rogers liason. And he was, shall we say, partaking of some relaxing drugs, you know. Where the fuck could I fit into that? The ironic thing was that the only two tracks that did work were the two tracks that he didn’t have anything to do with, ”Escape”, and ”People Get Ready”! ”Ambitious” sounds pretty good, though. ”Flash” was lost in a kind of change, the ’80’s thing was going bananas - nobody knew what the hell was going on in the business.
— Джефф Бек в интервью журналу FUZZ (1999)
Альбом вызвал неоднозначную реакцию профессионального сообщества, хотя в целом критики сошлись во мнении, что Бек — великолепный гитарист. Так, издание Jazz Journal полагает, что Flash, возможно, наименее удовлетворительный альбом Бека, с его невыразительными запрограммированными барабанными рисунками. Газета The Washington Post напротив, считает Flash не просто камбэком, а скорее триумфальным возвращением, поскольку Бек не только блестяще играет на протяжении всего альбома, но и прочно удерживает свою музыку в русле мейнстрима.
По мнению электронного журнала Jazz Views, альбом Flash (включавший мелодии Яна Хаммера и Тони Хаймаса) представлял собой разочаровывающую мешанину вокала и инструментальных композиций, спасённую только игрой Бека на гитаре. Однако газета Los Angeles Times считает, что Бек определённо не потерял хватку: «Его игра свежая и совсем не устаревшая, не то, что можно было бы ожидать от музыканта, вернувшегося после долгого простоя. Постоянное прослушивание современной музыки и джем-сейшены держали Бека в тонусе и в курсе событий».
Журнал Rolling Stone в своей рецензии пишет: «Flash — это не тот альбом, который останавливается на достигнутом. Точно так же, как он адаптировал джаз-фьюжн к изменениям арена-рока на пластинках середины семидесятых Blow by Blow и Wired, Бек бросает вызов жесткой дисциплине танцевальной музыки восьмидесятых... Тем не менее, Flash считается одним из лучших альбомов Бека, записью потрясающего гитарного мастерства и поразительной коммерческой смелости. Это также неопровержимое доказательство того, что его Flash никогда не выйдет из моды».

## Список композиций
| №                   | Название                                     | Автор(ы)             | Длительность |
| ------------------- | -------------------------------------------- | -------------------- | ------------ |
| 1.                  | «Ambitious»                                  | Найл Роджерс         | 4:38         |
| 2.                  | «Gets Us All in the End»                     | Артур Бейкер, Tina B | 6:06         |
| 3.                  | «Escape»                                     | Ян Хаммер            | 4:41         |
| 4.                  | «People Get Ready» (с участием Рода Стюарта) | Кёртис Мэйфилд       | 4:54         |
| Общая длительность: | Общая длительность:                          | Общая длительность:  | 20:02        |

| №                   | Название                | Автор(ы)                    | Длительность |
| ------------------- | ----------------------- | --------------------------- | ------------ |
| 5.                  | «Stop, Look and Listen» | Роджерс                     | 4:27         |
| 6.                  | «Get Workin'»           | Роджерс                     | 3:35         |
| 7.                  | «Ecstasy»               | Дэвид Бендет, Саймон Клайми | 3:31         |
| 8.                  | «Night After Night»     | Роджерс                     | 3:42         |
| 9.                  | «You Know, We Know»     | Тони Хаймас                 | 5:35         |
| Общая длительность: | Общая длительность:     | Общая длительность:         | 20:50        |

| №                   | Название              | Автор(ы)                                 | Длительность |
| ------------------- | --------------------- | ---------------------------------------- | ------------ |
| 10.                 | «Nighthawks»          | Роджерс                                  | 4:48         |
| 11.                 | «Back on the Streets» | Фред Хостетлер, Джефф Бек, Кэйрен Лоренс | 3:41         |
| Общая длительность: | Общая длительность:   | Общая длительность:                      | 49:38        |

## Участники записи

#### Музыканты
- Джефф Бек - ведущий вокал (треки 6, 8), гитары, продюсер (треки 3, 4, 9, 11)
- Джимми Холл - ведущий вокал (треки 1, 2, 5, 7, 10), бэк-вокал
- Род Стюарт - ведущий вокал (трек 4)
- Кэйрен Лоренс - ведущий вокал (трек 11)
- Ян Хаммер - Fairlight CMI (трек 3)
- Тони Хаймас - клавишные (трек 9), продюсер (трек 9)
- Дуэйн Хитчингс - клавишные
- Роберт Сабино - клавишные
- Кармайн Аппис - барабаны
- Джимми Бралоуэр - барабаны
- Барри ДеСоуза - барабаны
- Тони «Гром» Смит - барабаны
- Джей Бернетт - перкуссия
- Даг Уимбиш - бас
- Тина Би - бэк-вокал
- Кертис Кинг - бэк-вокал
- Дэвид Симмс - бэк-вокал
- Фрэнк Симмс - бэк-вокал
- Джордж Симмс - бэк-вокал
- Дэвид Спиннер - бэк-вокал

#### Технический персонал
- Дэвид Чарльз - инженерия
- Джейсон Корсаро - инженерия
- Эдди ДеЛена - инженерия
- Роб Итон - инженерия
- Крис Лорд-Элдж - инженерия
- Том Лорд-Элдж - инженерия
- Эрик Молер - инженерия
- Тони Тавенер - инженерия
- Найджел Уокер - инженерия
- Энди Уоллес - инженерия
- Найл Роджерс - продюсер (треки 1, 3, 5, 6, 8, 10)
- Артур Бейкер - продюсер (треки 2, 7)